# Sigaba

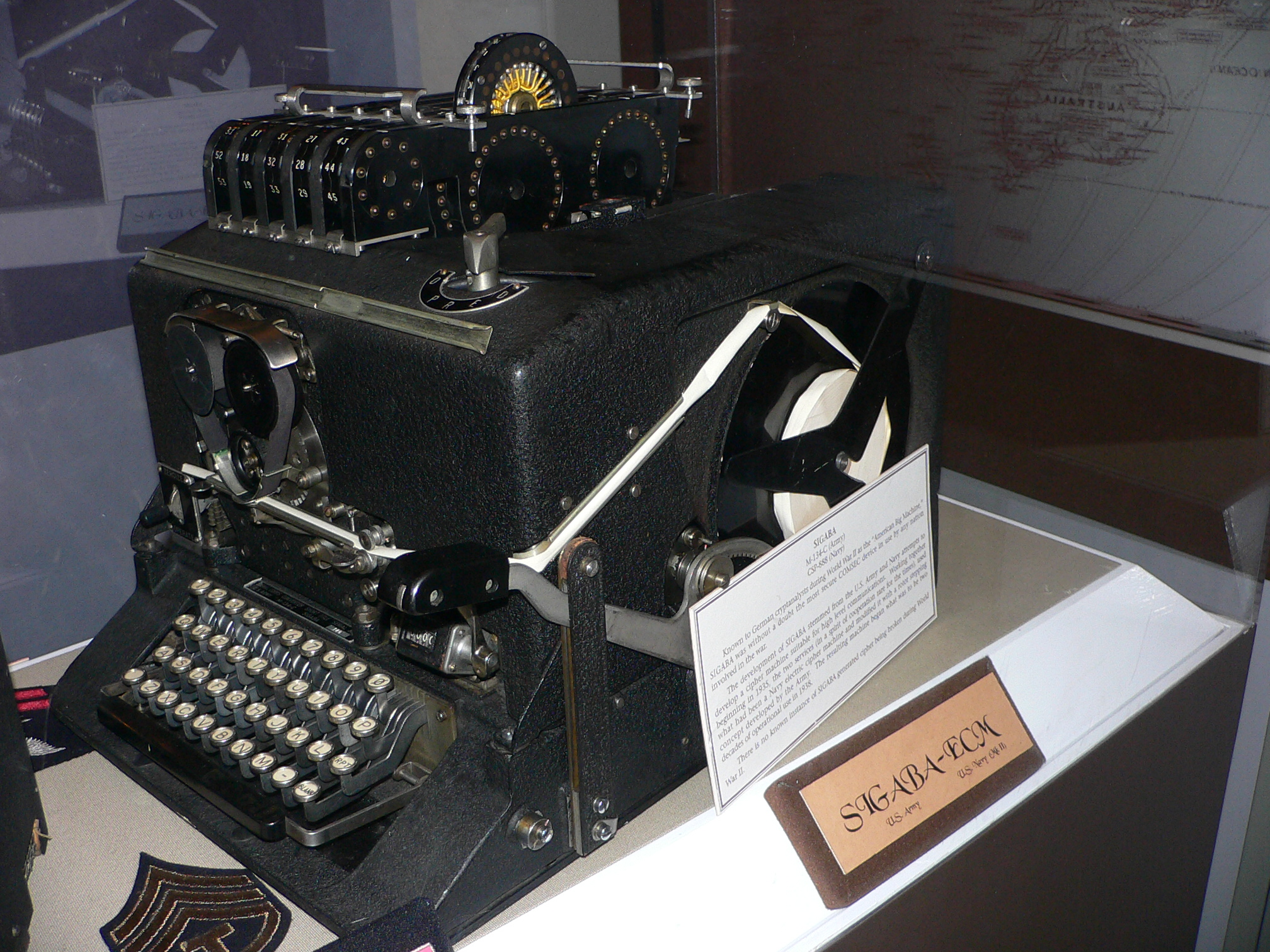
Die amerikanische Schlüsselmaschine Sigaba

Die Sigaba (Eigenschreibweise: SIGABA; von deutscher Seite auch als AM-2 für „Amerikanische Maschine Nr. 2“ bezeichnet) ist eine Rotor-Schlüsselmaschine, die im Zweiten Weltkrieg im Nachrichtenverkehr des US-amerikanischen Militärs verwendet wurde. Die Sigaba, auch kurz ECM (für Electric Cipher Machine, deutsch: „Elektrische Schlüsselmaschine“) oder genauer ECM Mark II genannt, wurde von der US-Armee auch als Converter M-134-C und von der US-Marine als CSP-889 sowie – in modifizierter Form – als CSP-2900 bezeichnet. Anders als die auf ähnlichen Prinzipien basierende deutsche Schlüsselmaschine Enigma konnte die Sigaba während des Zweiten Weltkriegs nie „geknackt“ werden.

## Geschichte

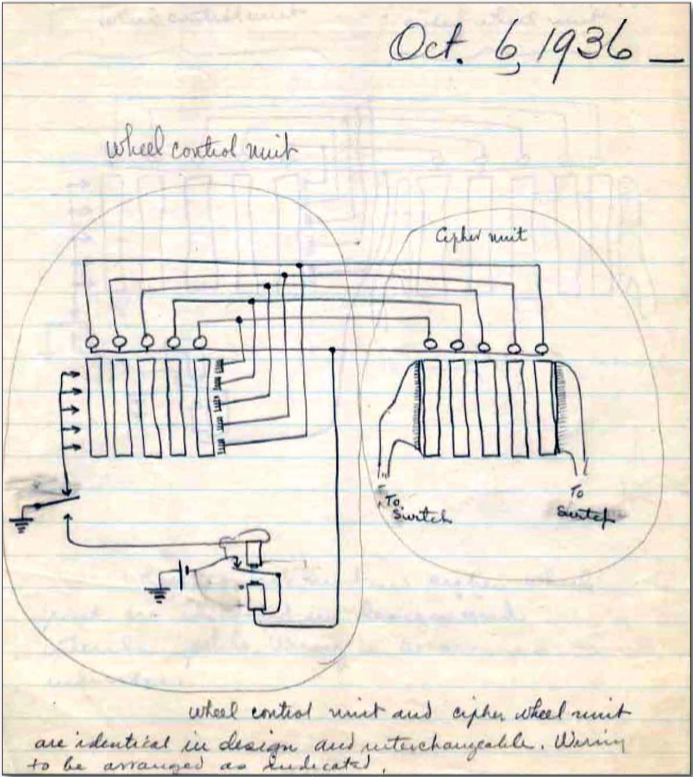
Entwurfsskizze der Sigaba vom 6. Oktober 1936. Der handschriftliche Text lautet: Wheel control unit and cipher wheel unit are identical in design and interchangeable. Wiring to be arranged as indicated. („Steuerwalzeneinheit und Chiffrierwalzeneinheit sind baugleich und austauschbar. Verkabelung wie angegeben.“)

Die Schlüsselmaschine Sigaba basiert auf Prinzipien der Verwendung von Rotoren (Walzen) zum Zwecke der Verschlüsselung von Texten, wie sie im Jahre 1917 der Amerikaner Edward Hugh Hebern (1869–1952) erfand und zum Patent anmeldete. Diese Prinzipien wurden unter Leitung des amerikanischen Kryptologen William Frederick Friedman insbesondere in Hinsicht auf eine unregelmäßige Fortschaltung der Rotoren verfeinert und somit kryptographisch wesentlich verstärkt. Sein Mitarbeiter Frank Rowlett hatte die Idee, zur unregelmäßigen Fortschaltung der Chiffrierwalzen weitere Walzen einzusetzen. So entstanden in kurzer Folge als Vorläuferinnen im Jahr 1933 die M-134, dann die M-134-A, genannt SIGMYC, und schließlich im Jahr 1936 die M-134-C Sigaba.

## Funktion

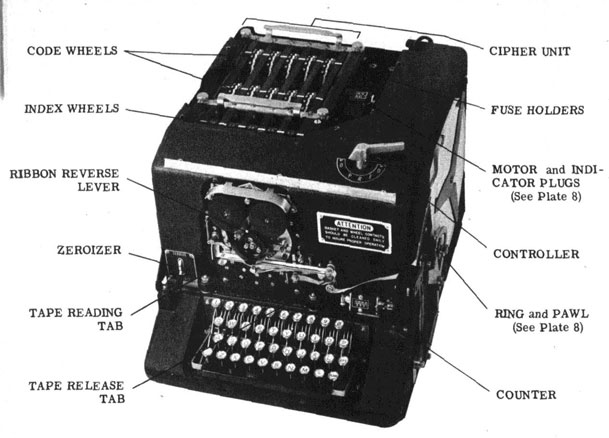
Funktionsgruppen der Sigaba

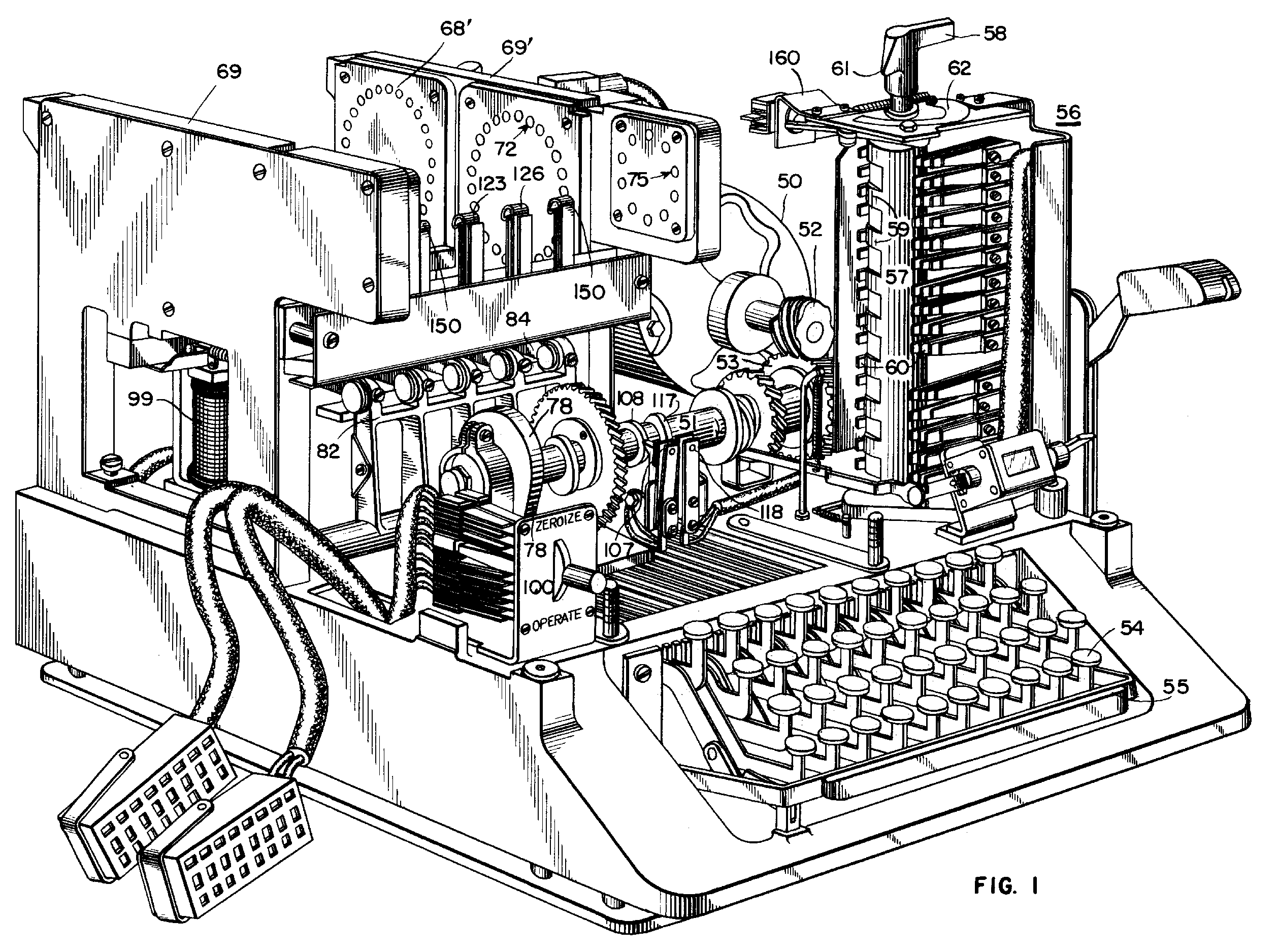
Die Sigaba wird im US-Patent 6175625 beschrieben, angemeldet 1944, jedoch erst 2001 veröffentlicht

Ähnlich wie die deutsche Schlüsselmaschine Enigma benutzt auch die Sigaba mehrere Walzen, mit denen die Buchstaben des zu verschlüsselnden Klartextes mehrfach permutiert werden und schließlich den Geheimtext ergeben. Anders als die Enigma, die nur drei oder höchstens vier Walzen verwendete, kamen bei der Sigaba insgesamt fünfzehn Walzen zum Einsatz. Ferner vermied die Sigaba eine kryptographische Hauptschwäche der Enigma, nämlich die Umkehrwalze. Zur wahlweisen Einstellung der Betriebsart Verschlüsselung oder Entschlüsselung dient ein Umschaltknopf, der sich rechts neben den Walzen befindet.
Die fünfzehn Walzen der Sigaba teilen sich auf in drei Walzensätze zu jeweils fünf drehbar angeordneten Walzen. Nur ein Walzensatz, die cipher rotor bank (deutsch: „Chiffrierwalzensatz“), bestehend aus den fünf Chiffrierwalzen, bewirkt die eigentliche Verschlüsselung des Textes, während die anderen beiden Walzensätze, die control rotor bank (deutsch: „Steuerwalzensatz“) und die index rotor bank (deutsch: „Indexwalzensatz“) nur zur Steuerung und Erzeugung einer möglichst unregelmäßigen Fortschaltung der Chiffrierwalzen dienen.
- Die fünf Chiffrierwalzen (engl.: cipher rotors) weisen auf beiden Seiten für die 26 Großbuchstaben des lateinischen Alphabets 26 elektrische Kontakte auf, die durch 26 isolierte Drähte im Inneren der Walze auf (damals) geheime Weise paarweise miteinander verbunden sind. Der von der einen Seite über eine Kontaktplatte in die Walze eintretende Strom verlässt sie wieder auf der anderen Seite über eine andere Kontaktplatte. So wird die zur Verschlüsselung eines Buchstabens gewünschte Permutation (Zeichenvertauschung) erreicht.
- Die fünf Steuerwalzen (engl.: control rotors) weisen ebenfalls auf beiden Seiten 26 elektrische Kontakte auf, die ebenso mit den 26 Buchstaben des Alphabets bezeichnet sind. Anders als die Chiffrierwalzen erhalten die Steuerwalzen jedoch vier Signale, die nach Durchlauf des Steuerwalzensatzes in neun Gruppen zu ein bis sechs Drähten aufgespalten werden.
- Der dritte und letzte Walzensatz besteht aus fünf Indexwalzen (engl.: index rotors), die deutlich kleiner sind als die Chiffrierwalzen und Steuerwalzen und nur jeweils zehn Kontakte auf jeder Seite aufweisen. Die Kontakte der Indexwalzen sind nicht mit Buchstaben bezeichnet, sondern tragen Nummern, beginnend von 10 bis 19 für die erste Indexwalze bis zu 50 bis 59 für die fünfte Indexwalze. Im Gegensatz zu den anderen zehn Walzen bewegen sich die Indexwalzen während der Verschlüsselung nicht. Ihre Ausgangssignale steuern die Fortschaltung der Chiffrierwalzen auf unregelmäßige Weise.

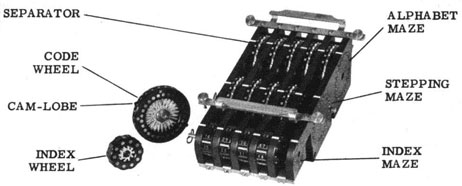
Der Walzensatz

Aufgrund der unregelmäßigen Walzenfortschaltung sowie der weder involutorischen noch fixpunktfreien Permutationen, die der Walzensatz bewirkt, ist die Sigaba kryptographisch deutlich stärker als die deutsche Schlüsselmaschine Enigma und konnte im Gegensatz zu dieser niemals gebrochen werden.
Mithilfe eines Adapters, genannt CSP 1600, der den üblichen Walzensatz durch einen speziellen ersetzte, konnte die Sigaba in eine Combined Cipher Machine umgewandelt werden, die für den geheimen Nachrichtenaustausch mit den britischen Alliierten eingesetzt wurde.